# Autoserica annamensis
Autoserica annamensis är en skalbaggsart som beskrevs av Moser 1915. Autoserica annamensis ingår i släktet Autoserica och familjen Melolonthidae. Inga underarter finns listade.